# خوان ماثياس بوغادو
خوان ماثياس بوغادو (بالإسبانية: Juan Mathias Bogado)‏ هو لاعب كرة قدم أرجنتيني، ولد في 23 مارس 1990 في بوينس آيرس في الأرجنتين. لعب مع مونتيفيديو واندررز.

## وصلات خارجية
- خوان ماثياس بوغادو على موقع قاعدة بيانات كرة القدم.إي يو (الإنجليزية)
- خوان ماثياس بوغادو على موقع Soccerway.com (الإنجليزية)
- خوان ماثياس بوغادو على موقع AS.com (الإسبانية)